# الكنيسة البيزنطية (أم قيس)
الكنيسة المركزية أو الكنيسة البيزنطية أو الكنيسة المثمنة إحدى الكنائس المهمة في مدينة أم قيس (شمال الأردن) وتقع إلى الغرب من تلة الأكروبول وقد بنيت بطريقة البازيليكا حيث يظهر مدخلها في الجهة الغربية يفضي إلى كنيسة مثمنة تظهر فيها الأعمدة الكورانثية المقطوعة من حجر البازلت والتي تعود إلى بقايا معبد روماني بالمكان، ولها أرضية مبلطة بأشكال هندسية ويظهر في نهايتها الشرقية المذبح وعلى يسارها تقع ساحة الكنائس وعلى يمينها تقع كنيستان صغيرتان.